# Lipowiec (powiat krotoszyński)
Lipowiec – wieś w Polsce położona w województwie wielkopolskim, w powiecie krotoszyńskim, w gminie Koźmin Wielkopolski.
W okresie Wielkiego Księstwa Poznańskiego (1815-1848) miejscowość wzmiankowana jako Lipowice należała do wsi większych w ówczesnym pruskim powiecie Krotoszyn w rejencji poznańskiej. Lipowice należały do okręgu koźmińskiego tego powiatu i stanowiły część majątku Koźmin Zamek, którego właścicielem był wówczas Grätz. Według spisu urzędowego z 1837 roku wieś liczyła 170 mieszkańców, którzy zamieszkiwali 17 dymów (domostw).
W latach 1954–1957 wieś należała i była siedzibą władz gromady Lipowiec, po jej zniesieniu w gromadzie Koźmin. W latach 1975–1998 miejscowość administracyjnie należała do województwa kaliskiego.
Zobacz też: Lipowiec, Lipowiec Kościelny